# 中国建筑第七工程局
中国建筑第七工程局有限公司（英文：China Construction Seventh Engineering Division. Corp. LTD），简称中建七局，原为中国建筑第七工程局。该公司最早成立于1952年，1983年9月根据国务院、中央军委决定，中国建筑工程总公司成建制地接收了原基建工程兵第21支队，1984年10月23日正式组建中国建筑第七工程局，于2007年12月13日改制为有限责任公司。注册地址为郑州市经开第十五大街267号。主营业务为房屋建筑施工总承包；市政公用工程施工总承包；机电安装工程施工总承包；地基与基础工程、钢结构、公路路基工程专业承包；建筑机械租赁；房屋租赁等。

## 历史
中国建筑第七工程局有限公司的前身是国家建工部东北工程管理局第二建筑公司，1952年2月在沈阳市铁西区肇工街10号成立。1955年4月经建工部和东北工程管理局批准，在第五工程处基础上组建东北第五工程公司，公司机关迁往锦西辽西大院。1958年8月东北工程管理局第五工程公司更名为辽宁省第五建筑工程公司。公司机关由锦西迁入葫芦岛。1960年9月辽宁省第三、第五建筑工程公司合并，组成新的辽宁省第三建筑工程公司。1961年1月第三建筑工程公司基础上，成立渤海工程局。
1965年3月渤海工程局成建制迁至重庆，承担三线建设任务。局机关设在重庆市中山二路26号。7月，渤海工程局和重庆周围的施工力量，组成国家建工部第二工程局。
1966年8月1日，国家建工部第二工程局整编为中国人民解放军基本建设工程兵第二十一支队。
1983年9月，集体整编为中国建筑第七工程局，划归中国建筑工程总公司建制，总部驻河南南阳，1997年9月迁至郑州。
2007年11月经中建总公司批准，中国建筑第七工程局改制为中国建筑第七工程局有限公司。
2012年中建股份会议决定，以中建七局三公司为主体，由中建股份、中建七局、中建三局、中建四局、中建东北设计院、中建上海设计院共同注资打造，组建成立中国建筑在福建海西市场的首家区域总部中建海峡建设发展有限公司。

## 所属子公司
- 中建七局第一建筑有限公司
  - 地址：辽宁省沈阳市大东区东北大马路256号1号楼6楼

- 中建七局第二建筑有限公司
  - 地址:安徽省合肥市明光路48号东方商城商务中心6楼

- 中建海峡建设发展有限公司
  - 地址: 福建省福州市马尾区儒江西路60号中建海峡商务广场A座(自贸实验区内)

- 中建七局第四建筑有限公司
  - 地址: 河南省郑州市金水区北环路72号

- 中建七局安装工程有限公司
  - 地址:河南省郑州市金水区北环路72号

- 中建嘉和地产有限公司
  - 地址：河南省郑州市城东路108号中建大厦9楼

- 河南中建工程设计咨询有限公司
  - 地址：河南省郑州市城东路116#中建七局大厦2楼

- 河南中建七局建筑装饰工程有限公司
  - 地址:河南省郑州市城东路108号中建大厦10楼

- 中国建筑第七工程局交通建筑有限责任公司
  - 地址：河南省郑州市城东路108号中建大厦5楼

- 中建七局(上海)有限公司
  - 地址:上海市曹安路3055号

## 所属分公司
- 中国建筑第七工程局有限公司华北公司
  - 地址: 天津市塘沽区营口道365号联通大厦17层

- 中国建筑第七工程局有限公司总承包公司
  - 地址：河南省郑州市城东路108号中建大厦6楼

- 中国建筑第七工程局有限公司中南公司
  - 地址: 武汉市武昌区友谊大道2号

- 中国建筑第七工程局有限公司北方公司
  - 地址: 长春市宽城区富城路228号总部基地8楼

- 中国建筑第七工程局有限公司广东公司
  - 地址：广州市番禺区盛泰路盛兴大街31号厂商会大厦二楼

## 附属机构
- 南阳建筑工程学校
  - 地址：河南省南阳市麒麟路27号